# Буш, Джон
Джон Буш (англ. Jon Busch; 18 августа 1976, Куинс, Нью-Йорк) — американский футболист, вратарь известный по выступлениям за клубы «Сан-Хосе Эртквейкс», «Коламбус Крю» и сборную США.

## Клубная карьера

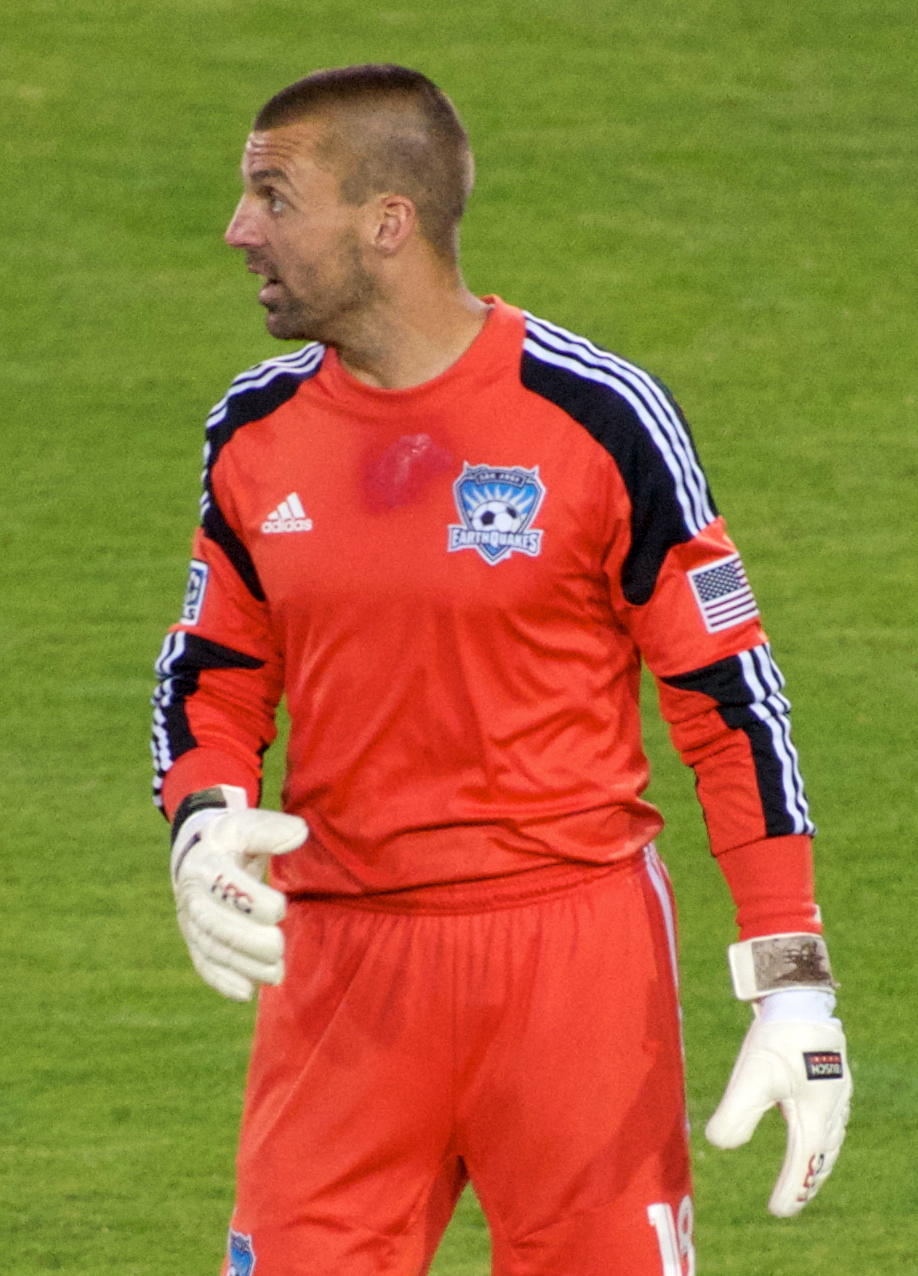
Буш в составе «Сан-Хосе Эртквейкс»

Буш начал заниматься в футболом во время обучения в старшей школе Гилдерленда в штате Нью-Йорк. В 1994—1996 годах он обучался в Университете Северной Каролины в Шарлотте, где выступал за футбольную команду учебного заведения в Национальной ассоциации студенческого спорта. После окончания учёбы Джон выступал в Эй-лиги за клубы «Вустер Уайлдфайр», «Каролина Динамо», «Хэмптон-Роудс Маринерс» и «Херши Уайлдкэтс».
На супердрафте MLS 2002 Буш был выбран во втором раунде под общим 23-м номером клубом «Коламбус Крю». В новой команде он выиграл конкуренцию за место в основе у Тома Престаса. В первом же сезоне он стал обладателем Кубка Ламара Ханта. По итогам сезона 2004 Буш был номинирован на звание вратаря года в MLS, но лучшим стал Джо Кэннон. В том же сезоне Буш помог «Крю» выиграть Supporters’ Shield. 25 мая 2005 года в матче против «Лос-Анджелес Гэлакси» Буш порвал переднюю крестообразную связку правого колена, и большую часть сезона его подменял Джонни Уокер. В сезоне 2006 его проблемы с коленом продолжились. 28 февраля 2007 года «Коламбус Крю» отчислил Буша.
5 марта 2007 года на драфте отказов MLS Буш был выбран клубом «Торонто», но 7 апреля канадский клуб обменял его в «Чикаго Файр» на пик четвёртого раунда дополнительного драфта MLS 2009. После ухода Мэтта Пикенза Буш стал основным голкипером «Файр» и по итогам сезона 2008 был признан вратарём года в MLS и был включён в символическую сборную MLS. 22 марта 2010 года «Чикаго Файр» отчислил Буша, доверив вратарский пост малоопытному Эндрю Дайкстре.
30 марта 2010 года Буш подписал контракт с «Сан-Хосе Эртквейкс». 25 июня в матче против «Реал Солт-Лейк» он дебютировал за новую команду. В сезоне 2012 вместе с «Эртквейкс» Джон во второй раз выиграл Supporters’ Shield. В 2014 году он установил клубный рекорд по числу сейвов за сезон, отведя угрозу от своих ворот 138 раз. За «Сан-Хосе» Буш провёл более 100 матчей. По окончании сезона 2014 срок контракта Буша с «Сан-Хосе Эртквейкс» истёк.
27 января 2015 года Буш вернулся в «Чикаго Файр». По окончании сезона 2015 его договор с клубом продлён не был.
22 января 2016 года Буш подписал контракт с клубом Североамериканской футбольной лиги «Инди Илевен». 2 апреля в матче стартового тура сезона против «Тампа-Бэй Раудис» он дебютировал за «Инди Илевен».
10 мая 2018 года Буш подписал с «Коламбус Крю» символический однодневный контракт, чтобы завершить карьеру в качестве игрока клуба.

## Карьера в сборной
За сборную США Буш дебютировал 9 марта 2005 года в товарищеском матче со сборной Колумбии.
В 2009 году Буш попал в заявку национальной команды на участие в Золотом кубке КОНКАКАФ. На турнире он был третьим вратарём и на поле не вышел, но получил серебряную медаль по итогам соревнований.

## Карьера тренера
2 февраля 2022 года Буш пополнил тренерский штаб шотландского «Хиберниана» под руководством Шона Малони в качестве тренера вратарей. 2 мая Буш покинул «Хиберниан».
3 января 2023 года Буш был назначен тренером вратарей клуба «Питтсбург Риверхаундс» из Чемпионшипа ЮСЛ.

## Достижения
Командные
 «Коламбус Крю»
- Обладатель Кубка Ламара Ханта: 2002
- Обладатель Supporters’ Shield: 2004

 «Сан-Хосе Эртквейкс»
- Обладатель Supporters’ Shield: 2012

 США
- Золотой кубок КОНКАКАФ: 2009

Индивидуальные
- Вратарь года в MLS: 2008